# Brian Clough
Brian Howard Clough, född 21 mars 1935 i Middlesbrough, North Yorkshire, död 20 september 2004 i Derby, Derbyshire, var en engelsk fotbollsspelare och manager i flera engelska klubbar. Han är mest känd för sina 18 år i Nottingham Forest som han ledde till två raka segar i Europacupen för mästarlag 1979–1980.
Clough nådde sina absolut största framgångar vid sidan av planen som manager. Han erhöll kultstatus för sin frispråkighet, sitt frejdiga humör och sina många gånger humoristiska uttalanden. Ligamästare för Derby County (1972) och Nottingham Forest (1978).

## Biografi
Clough föddes i Middlesbrough som det sjätte av nio syskon. Han gjorde sin värnplikt 1953-1955. Clough var uttalad socialist och gav ofta sitt stöd till gruvarbetarnas strejker i olika delar av landet. Trots alla sina år som manager i Nottingham behöll familjen Clough sitt boende i närliggande Derby, som ligger 3 mil från Nottingham. Brian Clough är far till Nigel Clough som spelat i såväl Nottingham Forest som det engelska landslaget. De bägge har även gemensamt att de varit manager för Derby County.

### Spelarkarriär
Han inledde karriären som målfarlig forward i Middlesbrough där han gjorde imponerande 197 mål på 213 matcher. Han gjorde två landskamper för England, bägge 1959, varav en mot Sverige på Wembley. Cloughs insats mot Sverige ansågs f.ö. så dålig att han aldrig mer fick chansen i landslaget, något som Clough var besviken över i resten i sitt liv. Hans karriär som fotbollsspelare tog abrupt slut efter en kollision med en målvakt och den efterföljande knäskadan satte stopp för allt vidare spel.

### Manager

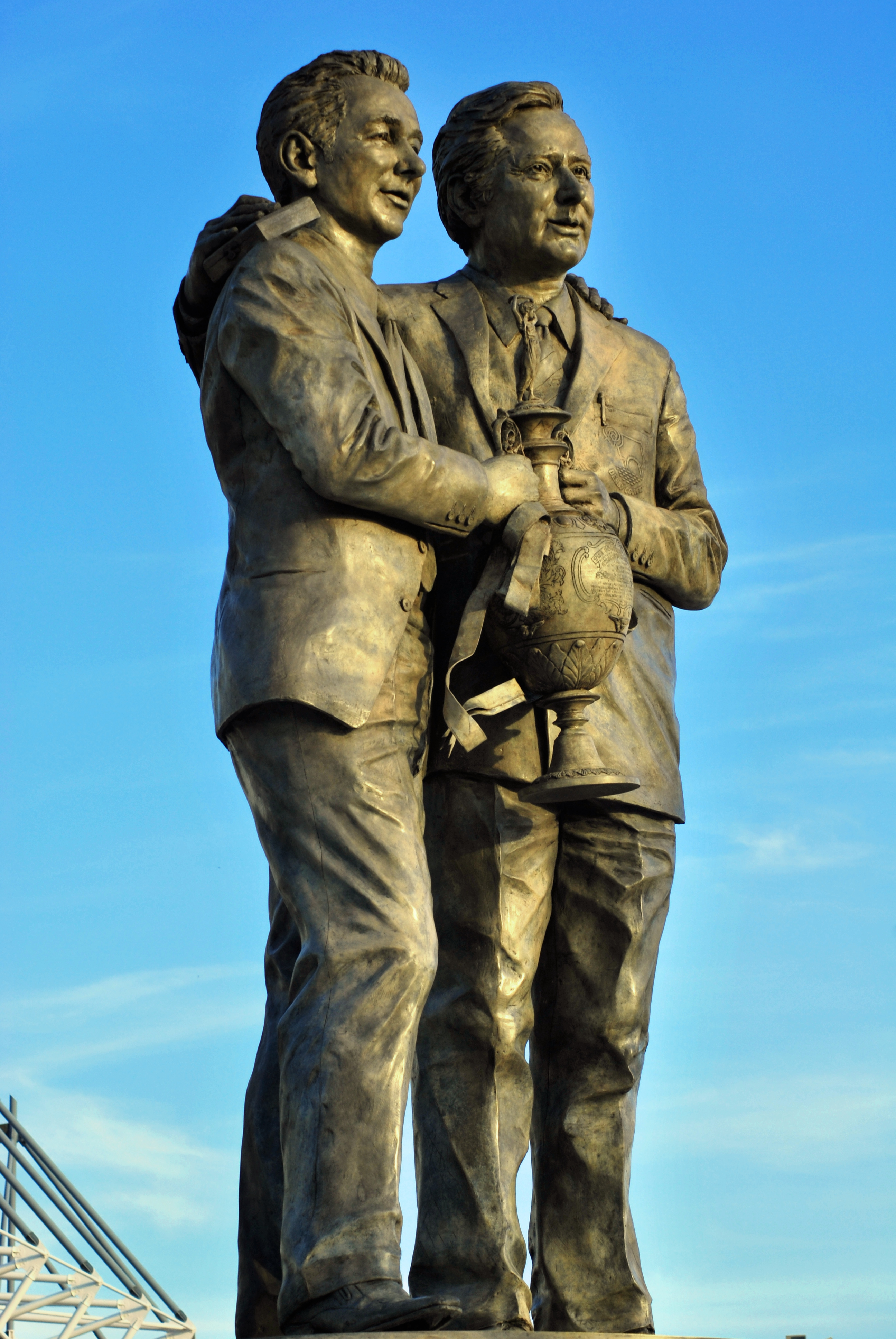
Staty över Clough och Peter Taylor i Derby.

När Brian Clough tillsammans med Peter Taylor tog över som tränare för Derby County 1967 följde klubbens sportsligt mest framgångsrika år. 1969 gick man upp i förstaligan, First Division, och nådde en fjärdeplats 1970. Derby County FC blev sedan engelska mästare 1972 första gången under Cloughs ledning. Laget nådde även semifinal i Europacupen för mästarlag 1973. Clough blev osams med ordföranden Sam Longson i Derby County, som starkt ogillade Cloughs mediala framtoning, och Clough lämnade därför under mycket uppmärksammade former klubben 1973 och hamnade till slut i Nottingham Forest efter två korta mellanspel i Brighton & Hove och Leeds United. Boken The Damned Utd handlar om Cloughs 44 dagar som manager för Leeds United och blev 2009 även film, The Damned United. Filmen är dock till stor del uppdiktad och väldigt löst baserad på verkliga händelser.
Under sina 18 år som manager för Forest hann Clough med att vinna Europacupen två gånger (1978 och 1979) samt ligacupen fyra gånger (1978, 1979, 1989 och 1990) bara för att nämna de största framgångarna. Brian Clough är en av tre manager som vunnit högsta serien med två olika klubbar. (Herbert Chapman och Kenny Dalglish är de andra två). Clough var en mästare på att få ut maximal insats av det spelarmaterial han förfogade över, inte alltid med de mest förfinade metoderna. Hans förmåga att utveckla de talanger som andra upptäckte var avgörande i uppbyggnaden av hans mästarlag, ofta pressad av en smal budget som han var.
Hans framgångsrika partnerskap med talangscouten Peter Taylor inleddes 1965 och upphörde när Taylor gick i pension 1982. Men när Taylor bara 18 månader senare återkom som manager hos den förra gemensamma arbetsgivaren Derby County och samtidigt tog med sig  John Robertson från Nottingham tog vänskapen slut. Taylor avled 1990 utan att duon yttrat ett ord till varandra, men familjen Clough bevistade Taylors begravning.

### De sista åren
Cloughs alkoholmissbruk ledde till att managerkarriären avslutades 1993. Några år före sin död fick han en ny lever genom en transplantation men avled 69 år gammal av cancersjukdom hösten 2004. In i det sista höll sig Clough ájour med fotbollen och erhöll bl.a. ett hederspris från Derby County för sina insatser bara veckor före sin död, ett pris som Clough personligen tog emot på Pride Park Stadium. Clough blev också hedersmedborgare i såväl Nottingham som Derby samt erhöll utmärkelsen Officer of the British Empire (OBE).

### The Damned United
Filmen The Damned United från 2009 handlar om Cloughs 44 dagar korta men dramatiska sejour som manager för Leeds United. I filmen återfinns citatet "Brian Clough anses allmänt vara den bäste manager som aldrig tilldelats äran av att vara förbundskapten för det engelska fotbollslandslaget". Filmen baseras på boken av David Peace med samma namn och Clough porträtteras av Michael Sheen. Filmen är bara löst baserad på verkliga händelser och innehåller en rad uppdiktade händelser och citat.

## Karriär som spelare
- Middlesbrough FC, 1955-1961 (213 matcher, 197 mål)
- Sunderland AFC, 1961-1964 (61 matcher, 54 mål)
- Två landskamper för England 1959 (Wales 1-1 på Ninian Park och Sverige 2-3 på Wembley)

## Karriär som manager

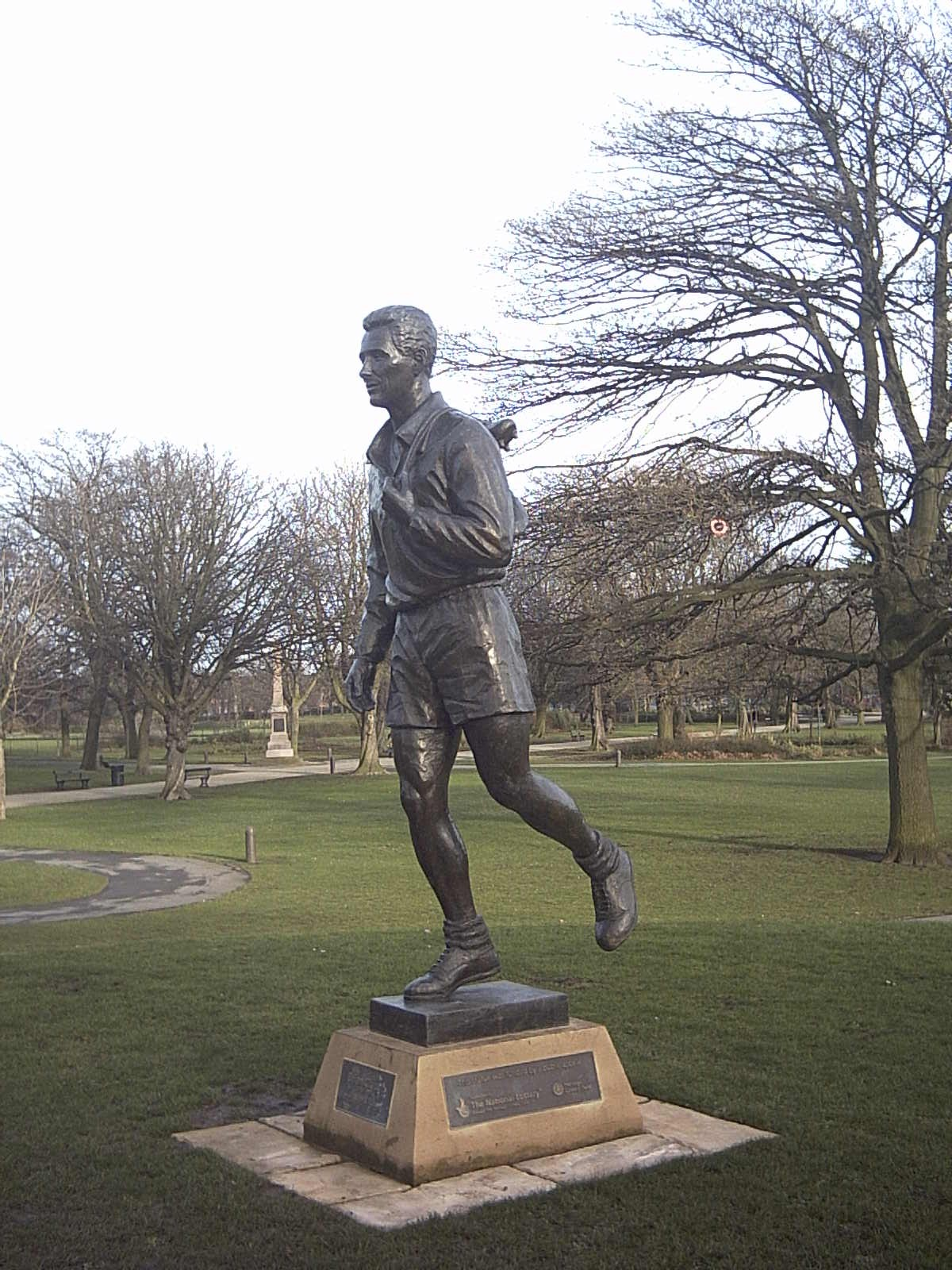
Staty föreställande Brian Clough

- Hartlepool United, 1965-1967
- Derby County, 1967-1973
- Brighton & Hove Albion, 1973-1974
- Leeds United, 1974 (44 dagar)
- Nottingham Forest, 1975-1993

## Meriter som manager
- 1969 Division 2 segrare (Derby)
- 1972 Ligamästare (Derby)
- 1973 Semifinal i Europacupen för mästarlag (Derby)
- 1977 Uppflyttad till Division 1 (Nottingham)
- 1978 Ligamästare, Ligacupsegrare och Charity Shield-vinnare (Nottingham)
- 1979 Europacupmästare, Ligacupmästare och Ligatvåa (Nottingham)
- 1980 Europacupmästare, Supercupvinnare, Världscupsegrare och Ligacupfinalist (Nottingham)
- 1981 Supercupfinalist och Världscupfinalist (Nottingham)
- 1989 Ligacupsegrare och Simod Cup-segrare (Nottingham)
- 1990 Ligacupsegrare (Nottingham)
- 1991 FA-cupfinalist (Nottingham)
- 1992 Zenith Data Cup-segrare och Ligacupfinalist (Nottingham)

## Kända citat
- "I'm not saying I was the best manager in the business. But I was in the top one."
- "If anyone wants to see my O-Levels and A-Levels, I'll get my medals from upstairs and put them on the table. They're my O-Levels and A-Levels."
- "Who the hell wants fourteen pairs of shoes when they go on holiday? I haven't had fourteen pairs in my life." (Apropå nyheten att Posh Spice tappat sitt bagage på en flygplats innehållande bl.a. 14 par skor)
- "If God had wanted us to play football in the clouds, he'd have put grass up there." (Apropå att spela bollen efter marken.)
- "At last England have appointed a manager who speaks English better than the players." (Om utnämningen av Sven-Göran Eriksson som Englands förbundskapten.)
- "I only ever hit Roy once. He got up so I couldn't have hit him very hard." (Om sitt förhållande till Roy Keane som inledde sin proffskarriär i Nottingham, sedermera mer känd som hårdför mittfältare i Manchester United)
- "We talk about it for twenty minutes and then we decide I was right." (På frågan hur Clough handskades med spelardemokratin i Derby)
- "Get in there - that's what I pay you for!" (Till spelarna i Derby under en träning)
- "There are certain players who couldn’t take the ball from my wife, and Bob is one of them." (Citat från Cloughs ökända period som benhård expertkommentator på Match of the Day under 70-talet.)